# Monic Hendrickx
Pour les articles homonymes, voir Monic et Hendrickx.
 (octobre 2018).
Si vous disposez d'ouvrages ou d'articles de référence ou si vous connaissez des sites web de qualité traitant du thème abordé ici, merci de compléter l'article en donnant les références utiles à sa vérifiabilité et en les liant à la section « Notes et références ».
Monic Hendrickx, née le 3 décembre 1966 à Stevensbeek, est une actrice et présentatrice néerlandaise.

## Biographie
Monic Hendrickx est devenue connue pour ses rôles dans la série Penoza et les films The Polish Bride et Nynke. Les deux films étaient des candidats néerlandais aux Oscars, mais n'ont reçu aucune nomination. Au cours de sa carrière, elle a remporté quatre Veau d'or et plusieurs prix étrangers, dont l'Australian Inside Film Award pour son rôle dans Unfinished Sky en 2008. Pour le rôle principal (Carmen van Walraven-de Rue) dans Penoza, Monic Hendrickx a reçu son quatrième Golden Calf en 2013, cette fois dans la catégorie « Meilleure actrice dans une série dramatique ».
En 2008, elle a été l'invitée d'honneur du Dutch Film Festival. En 2012, elle a joué plusieurs rôles solo dans la pièce Oxytocine, écrite par Rogier Schippers. Elle était accompagnée de deux musiciens et d'une chanteuse. Elle a fait ses débuts en tant que présentatrice de télévision en 2017, alors qu'elle était responsable de l'émission de jeux Kroongetuige sur RTL.

## Vie privée
Elle est mariée à Ralph Vermeesch. Naît de cette union en 2001, une fille prénommée Javaj Vermeesch.

## Filmographie

### Cinéma
- 1998 : La Fiancée polonaise de Karim Traïdia : Anna Krzyzanowska
- 1999 : Un homme et son chien (De Man met de hond) de Annette Apon : Petra[2]
- 2001 : Zus et Zo de Paula van der Oest : Sonja[3]
- 2001 : Nynke de Pieter Verhoeff : Nynke van Hitchtum[4]
- 2004 : Amazones (nl) de Esmé Lammers : Sam[5]
- 2004 : South de Martin Koolhoven : Martje Portegies
- 2005 : Diep (nl) de Simone van Dusseldorp : Quinta[6]
- 2005 : Gezocht: Man de Patrice Toye
- 2005 : Leef! (nl) de Willem van de Sande Bakhuyzen et Jean van de Velde[7]
- 2006 : De uitverkorene (nl) de Theu Boermans[8]
- 2007 : Unfinished Sky de Peter Duncan : Tahmeena[9]
- 2007 : Nadine (nl) de Erik de Bruyn : Nadine
- 2008 : Les Chevaliers du roi (De brief voor de koning) de Pieter Verhoeff
- 2009 : The Storm de Ben Sombogaart : La mère de Julia[10]
- 2011 : Sonny Boy de Maria Peters[11]
- 2011 : Gooische Vrouwen (nl) de Will Koopman : Sophie[12]
- 2012 : Het Bombardement (nl) de Ate de Jong : La mère d'Eva[13]
- 2014 : Kenau (nl) de Maarten Treurniet : Kenau Simonsdochter Hasselaer[14]
- 2014 : Nena, film de Saskia Diesing : Martha[15]
- 2015 : Café Derby de Lenny Van Wesemael : Renée
- 2016 : Of ik gek ben (nl) de Frank Lammers[16]
- 2016 : De Held (nl) de Menno Meyjes : Sara[17]
- 2016 : Hope, téléfilm de Erik de Bruyn[18]
- 2017 : Younger Days (nl) de Paula van der Oest : Marije[19]

### Séries télévisées
- 1994 : Kats & Co (nl) : Carina
- 1995 : De Buurtsuper (nl) : Kim
- 1997 : Baantjer : Chantal Springer
- 2000 : De geheime dienst : Marjan
- 2004 : Grijpstra & De Gier (nl) : Tine de Graaff
- 2005 : Enneagram : Hester
- 2005 : Medea de Theo van Gogh[20]
- 2006 : Waltz (nl) : Tante Liezl
- 2007 : Stellenbosch : Betty Keppel
- 2010 : Deadline (nl) de Robert Kievit : Liesbeth Donker[21]
- 2011 : In therapie (nl) : Marit Kroon[22]
- 2011 : Rembrandt en ik (nl) : Sophie van der Houven
- 2010-2017 : Penoza (nl) de Johan Nijenhuis : Carmen van Walraven de Rue[23]
- 2017 : Familie Kruys (nl) : Rozemarijn
- 2017 : Beau Séjour : Rôle inconnu
- 2019 - En cours : Les Héritiers de la nuit : Elisabeta

### Courts métrages
- 1998 : Kort Rotterdams - Temper! Temper!
- 2000 : Dajo : La mère
- 2003 : Vlucht der verbeelding
- 2008 : Heartbeat : La mère
- 2009 : Oh, Deer! : Monic
- 2011 : Drone : Esther Vroomen
- 2011 : Na U : Irene

## Théâtre
- 1993 : Muziek Theater voor kinderen
- 1995 : We Could Be Heroes
- 1996 : Het huis van Bernarda Alba
- 1997 : Othello en El Dorado
- 1997 : De Federatie
- 2000 : De Hertog & Dienstmeid
- 2012 : Oxytocine
- 2014 : Homebody

## Animation
- 2017 : Kroongetuige : présentatrice